# Јован Првановић
Јован М. Првановић (Параћин, 1881 — Мељине, 1925) био је пуковник Југословенске војске, учесник балканских ратова и Првог светског рата. Рањаван више пута у периоду од 1915. до 1918. Преминуо на дужности члана штаба команде Боке Которске, сахрањен у Нишу.

## Живот
Јован М Првановић, рођен је 10. септембар 1881. године у Параћину, од оца Милана и мајке Марије, као једино од четворо деце, поред три сестре: Вукосаве, Косе и Јованке. По завршетку шестог разреда Гимназије у Београду, ступио је у војску 1. новембра 1900. године. Војну школу завршио је као питомац 34. класе Ниже Војне академије у Београду.
Као пешадијски поручник по одобрење за женидбу 1911. године ступио је у брак 1914. године са Браниславом Мариновић, ћерком Чедомира Мариновића, бившег адвоката из Ниша.
Преминуо је 18. јула 1925. године у Војној болници у Мељинама. Сахрањен је у Нишу на Градском (сада старом) гробљу.

### Учешће у ратовима
Према подацима из персоналног листа Јован Првановић је учествовао у следећим ратовима:
Балкански ратови (1912—1913)
У Првом балканском рату од 1912 до 1913. године; био је на правцу операција: Граница—Бујановац—Прешево—Куманово— Бакарно гувно—Крстач—Битољ —– Дебар
У Другом балканском рату 1913: био је на правцу ушће Злетовске реке—Крива Лакавица—Штип—Грленски положаји (почевши од реке Драгобраште).
Први светски рат (1914-1918)
У првим годинама рат 1914—1915. године; био је на правцу операција: Лозница—Курјачица—Лешница—Крупањ— Бастав—Гучево
На Солунском фронту био је на правцу; Воштаране—Забрдане—Горничево—Островско језеро (планина Малка Ниџе)—Кајмакчалан—Кочубеј—Флока—Браздаста и Рововска коса—Чуке—Ивен—Ивенска греда—Соко
Као командир чете, Првановић је у овим ратовима увек био у првим борбеним редовима. У себи је носио одговорност за своје војнике и за ревносно испуњавање дужности. Код њега узмицање и повлачење није постојало, а као командир и стратег имао је способност да процени могућности и ризике одлука које је донесио у току борби.

## Каријера
Напредовање у служби
У служби је редовно напредовао од чина каплара до чина пуковнмика.
У подофицирске чинове произведен је у; чин каплара произведен је 1. маја 1901. године, поднаредника 28. фебруара 1903. године, наредника јула 1904. године.
У ниже официрске чинове произведен је у; потпоручника 27. августа 1905. године, поручника 29. јула 1909. године, капетана II класе 24. октобра 1912. године, капетана I класе 30. новембра 1913. године,
У више официрске чинове произведен је у; чин мајора 1. октобра 1915. године, потпуковника 14. октобра 1920. године и пуковника 14. октобра 1924. године.
Дужности у војсци
Дужности на којима се налазио током свог радног века:
- 1. септембар 1906 — 5. децембар 1908.- водник XI пешадијског пука
- 15. децембар 1908 — 30. април 1911.- на служби у окружној команди -
- 30.4.19115 — 17.9.1912.- водник у II пешадијском пуку
- 17. септембар 1912 — 21. децембар 1913.- командир 4. чете, 4. батаљонау II пешадијском пуку
- 21. децембар 1913 — 30. јул 1914.- командир 5. чете Граничне трупе
- 30. јул 1914 — 2. децембар 1914. - командир 5. чете Граничне трупе и командир 1. чете 2. батаљона VI пешадијског пука II. позива
- 2. децембар 1914 — 17. октобар 1915.- командир 5. чете Граничне трупе
- 17. октобар 1915 — 18. новембар 1915. – командант 4.батаљона VIII пука II. позива,
- 18. новембар 1915 — 17. март 1916. – командант 3. батаљона VII пука I. позива
- 17. март 1916 — 17. септембар 1916. – командир чете у VII пешадијском пуку
- 17. септембар 1916 - јануар 1918. – заступник команданта 2. батаљона VII пука I. позива
- 28. март 1918 — до 6. децембар 1919. – командант 2. одсека Граничне трупе
- 6. децембар 1919. на служби у Ђенералштабном одсеку Моравске дивизијске области за ађутантске послове
- 21. јул 1921. – командант 3. батаљона XXIII пешадијског пука
- 5. септембар 1921. — на служби у штабу Моравске дивизијске области
- 23. март 1922.- постваљен је за команданта батаљона III пешадијског пука
- 14. јул 1924. - разрешен је дужности и стављен на расположење министру војске и морнарице
- 12. март 1924. - на служби у штабу III пешадијског пука.
- 15. октобар 1924. - на служби у канцеларији пиротског војног округа
- 29. април 1925. - на служби у штабу команде Боке Которске
- 18.јул 1925. године - преминуо у у Војној болници у Мељинама на дужности, у штабу команде Боке которске у Боки которској.[1]